# Ванкеєв Бато-Мунко Дем'янович
Ванкеєв Бато-Мунко Дем'янович (рос. Бато-Мунко Демьянович Ванкеев; 4 лютого 1977, Могсохон, Кіжингинський район, Бурятська АРСР) — російський та білоруський боксер, призер чемпіонату Європи серед аматорів.

## Аматорська кар'єра
Бато-Мунко Ванкеєв народився у Росії, де і займався боксом. Але через конкуренцію не потрапляв на великі міжнародні змагання. 2004 року заради виступів на Олімпіаді перейшов під прапор Білорусі.
На Олімпійських іграх 2004 програв у першому бою Хуану Карлосу Паяно (Домініканська республіка) — 18-26.
На чемпіонаті світу 2005 переміг Енхбатин Бадар-Ууган (Монголія), а у другому бою програв Анвару Юнусову (Таджикистан).
На чемпіонаті Європи 2006 завоював бронзову медаль.
- В 1/8 фіналу переміг Віталія Волкова (Україна) — 39-24
- В 1/4 фіналу переміг Стюарта Ленглі (Англія) — 24-9
- У півфіналі програв Георгію Балакшину (Росія) — 9-28

На кваліфікаційному до Олімпійських ігор 2008 чемпіонаті світу 2007 переміг двох суперників, а у 1/8 фіналу програв Маквільямсу Арройо (Пуерто-Рико).
Втративши можливість виступити на Олімпіаді, Ванкеєв повернувся до Росії.
На чемпіонаті Європи 2008 (Ліверпуль) у чвертьфіналі програв Саломо Н'Туве 6:5.